# 忠神星
忠神星（37 Fides）是第37颗被人类发现的小行星，于1855年10月5日发现。忠神星的直径为108.3千米，质量为1.3×1018千克，公转周期为1567.873天。
忠神星以羅馬神話的忠誠女神菲德斯命名。